# Albert (Somme)
Albert es una ciudad (en francés, ville) de Francia, situada en el departamento del Somme, en la región de Alta Francia. Tiene una población estimada, en 2019, de 9779 habitantes.

## Geografía
La localidad se ubica en el noreste del departamento del Somme, sobre una antigua vía romana (actualmente la carretera D929), en la ruta de Amiens a Bapaume, junto al río Ancre. La población ha sido totalmente destruida varias veces a lo largo de la historia, y lo que hoy vemos de ella es la reconstrucción efectuada entre 1919 y 1931. Su aspecto es airoso y moderno. Los polígonos industriales se encuentran al noreste y sur de la ciudad, en la carretera de circunvalación. Sus habitantes se denominan (en francés) albertins. Hasta 1620 se la conoció como Ancre o Encre.

## Demografía
| 9255 | 8991 | 10 247 | 10 960 | 11 784 | 10 894 | 10 010 | 10 065 | 9779 |
| Para los censos de 1962 a 1999 la población legal corresponde a la población sin duplicidades (Fuente: INSEE [Consultar]) |      |        |        |        |        |        |        |      |

## Administración y política
Su ayuntamiento (Conseil Municipal) se compone de un alcalde y 28 concejales. Son cargos electivos cuyos mandatos duran seis años. En la legislación francesa el número de concejales viene determinado por la población del último censo.
En el referendo sobre la Constitución Europea el voto fue negativo en un 68,4%.
En las elecciones cantonales y regionales de 2004 los resultados fueron poco definidos, puesto que mientras que en las cantonales se impuso la UDF con el 44,8% de los votos, en las regionales se impuso la lista de izquierdas con el 41%. Esto puede deberse a la importancia del voto comunista, que apoyó la lista conjunta de izquierdas en las regionales, mientras que en las cantonales concurrió por separado: los comunistas obtuvieron el 16,9% de los votos y los socialistas el 17,8%. En conjunto tenemos un voto de extrema izquierda de en torno al 8%, un voto comunista del 17%, un 18% para los socialistas (estas dos fuerzas obtienen un 3% extra si concurren juntas); la derecha tradicional de la UDF tiene del 36% al 44%, y la oscilación la comparte con el Frente Nacional que recibe del 12% al 15%.

## Economía
Albert está conectado con la red europea de autopistas. Se encuentra próxima a la A1 y la A16. Está situada a 18 km de la estación de tren de alta velocidad de Alta Picardía (Haute Picardie), que la comunica con París, Londres y Bruselas. Dispone también de estación de la red ordinaria de ferrocarril. Por vía férrea o carretera se puede acceder a los puertos del Canal. Los aeropuertos servidos por línea regular más cercanos son Amiens-Glisy (30km), Lille-Lesquin (80km) y París-Charles de Gaulle (130km). Hay un pequeño aeropuerto local (Albert-Bray) y existe el proyecto de creación de una pista aeroindustrial para dar servicio a la economía local (aunque las antiguas fábricas Potez se trasladaron a Toulouse tras la Segunda Guerra Mundial, en la zona sigue habiendo empresas relacionadas con la aeronáutica).
Las principales industrias de Albert en 2006 eran:
- Airbus: elementos para aeronaves, 1.100 empleados.
- Douce Hydro: centrales y elementos hidráulicos, 199 empleados.
- SEFCA: subcontratista de la industria aeronáutica, 130 empleados.
- Forest Liné: máquinas-herramientas, 85 empleados.
- ACHP: centrales y elementos hidráulicos, 50 empleados.
- Betrancourt: equipamiento mecánico, 42 empleados.
- Cazeneuve: máquinas-herramientas, 40 empleados.
- Hydronord: ascensores y subcontratas de la industria aeronáutica, 40 empleados.
- Liné Machines: máquinas-herramientas, 35 empleados.

Otras empresas presentes son Groupe K (transporte) y UCALPI (agroalimentaria).
La actividad agrícola es muy poco importante: los agricultores suponen solo el 0,2% de la población activa.
Existe una importante actividad turística derivada del circuito de los campos de batalla del Somme y en menor medida de las peregrinaciones tradicionales.

## Historia

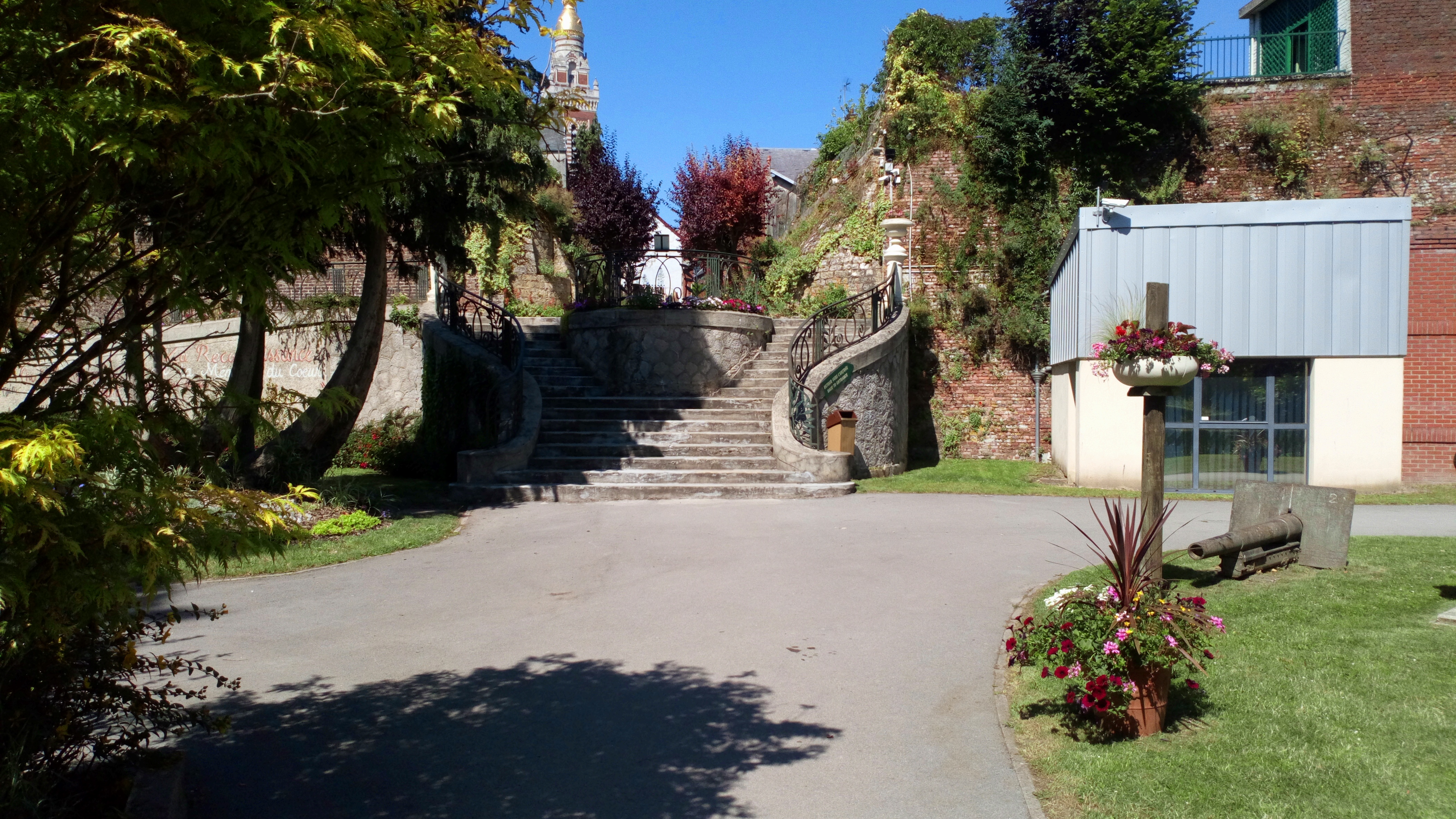
Jardín Público

Estación romana desde el año 54 a. C., formó parte de la Belgica Secunda durante los cinco siglos de ocupación romana. En sus inicios se llamó Enk, Encre y Ancre, por el río que la riega. En el reinado de Dagoberto I pasó a manos de los abades de Saint Riquier de Centrule, de los que los señores de Albert fueron feudatarios. Recuperada por Hugo III Capeto, pasaría a manos de las familias Campdavesnes y d'Humieres. En 1610 fue adquirida por Concino Concini, favorito de María de Médicis. A la muerte de Concini en 1617, Luis XIII ofreció Ancre al duque Charles de Luynes. En 1620 adoptó por decreto real el nombre de la familia de su señor: Albert.
La historia de Albert durante los siglos XVI y XVII es la historia de sus destrucciones:
- 9 de febrero de 1523: 35.000 anglo-neerlandeses bajo el mando del conde de Buren la incendiaron, sólo quedaron las ruinas.
- 26 de agosto de 1553: incendiada por los imperiales.
- 1554: los imperiales incendian parte de la ciudad y destruyen sus fortificaciones.
- 15 de julio de 1636: 18.000 soldados de caballería comandados por Johann von Werth, Piccolomini y Tomás de Saboya saquean e incendian la ciudad, matando a muchos habitantes.
- Lunes de Pascua de 1637: 1.500 soldados de caballería españoles, apoyados por tres cañones, vuelven a incendiar Albert.
- 12 de agosto de 1653: saqueo e incendio por Condé, durante la Fronda.
- 17 de agosto de 1660: incendio accidental.

En 1789 los albertinos apoyaron la revolución. Durante el siglo XIX la ciudad sólo fue ocupada por los cosacos en 1815 y por los alemanes durante la guerra Franco Prusiana (1870-1871). Con esa relativa calma su población aumenta de 2000 habitantes a inicios del siglo XIX hasta 7343 en 1911. Se desarrolla la industria metalúrgica, de construcción mecánica y de máquinas herramientas. El ferrocarril llegó a Albert en 1846.
Entre 1885 y 1895 se edifica la basílica de Nuestra Señora de Brebières, obra del arquitecto Edmond Duthoit, y que continúa la tradición de peregrinaciones marianas que se remonta al siglo X. La peregrinación tiene lugar del primer al segundo domingo de septiembre de cada año.
Sin embargo la Primera Guerra Mundial trastocaría el progreso local. Del 29 de agosto al 15 de septiembre de 1914 los alemanes ocupan Albert y toman como rehenes a su alcalde y otros 52 ciudadanos. De 1914 a 1918 la ciudad permaneció permanentemente en la línea de fuego artillero, que redujo a escombros la población. Del 25 de marzo al 22 de agosto de 1918 los alemanes volvieron a ocupar las ruinas de Albert, hasta ser expulsados por los británicos. Entonces se dijo que de la ciudad quedaba el nombre, la gloria y las ruinas.
En 1919 Albert recibió la Croix de Guerre, que figura en el escudo comunal. La ciudad fue enteramente reconstruida y contaba con 8400 habitantes en 1931, fecha en la que se reinauguró la basílica. Además, tras la guerra se instaló en la ciudad la industria aeronáutica de Henri Potez, nacido en un pueblo cercano.

## Hermanamientos
- Niesky (Alemania), desde 1964.
- Ulverston (Reino Unido), desde 1976.
- Aldenhoven (Alemania), desde 1981.